# Liste de points extrêmes du Yémen

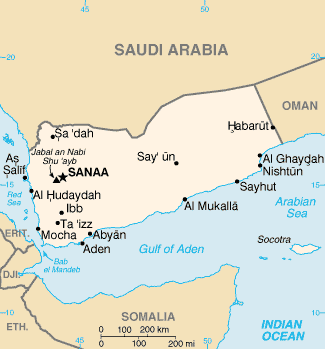
Carte du Yémen

Cet article liste les points extrêmes du Yémen.
Le Yemen dispose de 294 km de frontières avec Oman et de 1 307 km de frontières avec l'Arabie saoudite.

## Latitude et longitude
- Point le plus au nord : Tripoint avec l'Arabie saoudite et Oman 18° 59′ 59″ N, 52° 00′ 01″ E
- Point le plus au sud : Bab-el-Mandeb 12° 35′ 37″ N, 43° 56′ 48″ E
- Point le plus à l'est : Frontière avec Oman 16° 39′ 04″ N, 53° 06′ 31″ E
- Point le plus à l'ouest : Al Luhayyaha 15° 14′ 02″ N, 42° 35′ 54″ E

## Altitude
- Point culminant : 3 666 m (Jabal an Nabi Shu'ayb)[2]
- Point le plus bas : niveau de la mer